# Viktor von Puthon
Viktor svobodný pán von Puthon (3. března 1842 Vídeň – 11. ledna 1919 Salcburk) byl rakouský šlechtic a rakousko-uherský státní úředník. Jako absolvent práv působil od roku 1864 ve státních službách a zastával nižší funkce ve správě rakouských zemí. V letech 1890–1902 byl místodržitelem v Horním Rakousku a po odchodu do penze byl jmenován členem Panské sněmovny.

## Biografie
Pocházel ze statkářské a bankéřské rodiny, byl druhorozeným synem barona Ludwiga Puthona (1807–1859) a jeho manželky Wilhelminy, rozené Bouviezové (1816–1880). Maturoval na Skotském gymnáziu ve Vídni a poté vystudoval práva na Vídeňské univerzitě (1859–1863). V roce 1864 vstoupil do státních služeb a začínal jako konceptní praktikant u štýrského místodržitelství ve Štýrském Hradci, kde později postupoval jako koncipista a okresní komisař. V letech 1873–1874 byl přidělen na ministerstvo vnitra a v letech 1874–1878 byl místodržitelským sekretářem v Terstu. V letech 1878–1880 zastával funkci okresního hejtmana v Koperu, poté byl místodržitelským radou v Terstu (1880–1882) a Innsbrucku (1882–1890).
V letech 1890–1902 byl místodržitelem v Horním Rakousku se sídlem v Linzi, z titulu této funkce zastával zároveň post prezidenta zemského finančního ředitelství a předsedy zemské školní rady. V Horním Rakousku se zasloužil o nápravu škod způsobených povodněmi v letech 1897 a 1898, proslul také prostředník ve sporech mezi politickými frakcemi na hornorakouském zemském sněmu.

## Tituly a ocenění
Od narození užíval titul svoodného pána, který rodina získala v roce 1773. Ve funkci hornorakouského místodržitele obdržel v roce 1892 titul c. k. tajného rady s nárokem na oslovení Excelence. Za zásluhy byl nositelem Řádu železné koruny I. třídy a rytířského kříže Řádu Františka Josefa. V zahraničí získal velkokříž bádenského Řádu zähringenského lva a velkokříž Vévodského sasko-ernestinského domácího řádu. Po odchodu do výslužby byl v roce 1902 jmenován doživotním členem rakouské Panské sněmovny.

## Rodina
V roce 1870 se oženil s hraběnkou Sophií Bombellesovou (1843–1928), dcerou diplomata Heinricha Franze Bombellese (1789–1850) a sestrou dlouholetého nejvyššího hofmistra korunního prince Rudolfa admirála Karla Bombellese (1832–1889). Z manželství se narodily dvě děti, syn Heinrich (1872–1961) sloužil v c. k. armádě a dosáhl hodnosti plukovníka, později byl dlouholetým ředitelem Salcburského festivalu (1926–1960).
Jeho švagrem byl Richard Clam-Martinic (1832–1891), významný představitel české šlechty v říšské radě.